# Journal of Biblical Literature
Journal of Biblical Literature  (Revista de Literatura Bíblica (JBL) es una de las tres revistas académicas publicadas por la Sociedad de Literatura Bíblica (SBL). Publicado por primera vez en 1881, JBL es el diario insignia del campo. JBL se publica trimestralmente e incluye artículos académicos, notas críticas y reseñas de libros de miembros de la Sociedad. JBL está disponible en línea y también en forma impresa:
JBL tiene una ventana móvil de acceso abierto. Además de la edición actual, los últimos tres años de JBL están disponibles en formato PDF, después de registrarse en el sitio web de SBL. Los números anteriores, que datan de 1881, están disponibles en la colección JSTOR Arts and Sciences III.

## Otras fuentes
- AE Harvey, 'Learned Journals - New Testament Studies: Journal for the Study of the New Testament. Journal of Biblical Literature.', Times Literary Supplement 5426 (30 de marzo de 2007): 23-24.
- Ernest W. Saunders, Searching the Scriptures: A History of the Society of Biblical Literature 1880–1980, (Chico: Scholars Press, 1982).

- Datos: Q4041879